# Phalacrocorax olivaceus
El pato cuervo,  cotúa , biguá o pato yuyo (Phalacrocorax olivaceus) es una especie de ave suliforme de la familia Phalacrocoracidae.

## Localización
Es de mediano tamaño y habita en las regiones tropical de Sur América, Centroamérica, y el Caribe y  subtropical de Norteamérica . Su distribución se extiede desde el centro sur de Estados Unidos (Texas, Luisiana), Península de Yucatán, atraviesa toda Centroamérica e Islas del Caribe, pasa por el Norte de Sur América por Venezuela, Colombia, Ecuador y la amazonia de Brasil. Hasta ciertas zonas de la costa atlántica de la Argentina.  Se la halla tanto en la costa como en interior.  Del sur de Costa Rica aparece en su reemplazo otro biguá (Phalacrocorax brasilianus).

## Características
Es un ave totalmente negra excepto por un copete de plumas blancas sobre las orejas, y plumines blancos en los lados de la cabeza y cogote, sólo en la estación de cría, donde también en cara (lores) y saco gular pasa a naranja o amarillo oscuro.  Las plumas superiores tienen algo más de grisáceo que el resto del cuerpo.  Los machos adultos pesan de 1,1-1,5 kg,  y las hembras 50-100 g menos.  La información de su presa es bien conocida, se  alimentan de peces de talla menor a las de interés comercial (menor a las tallas de reclutamiento de las pesquerías, y pequeños crustáceos como camarones de vida silvestre o cultivados. Peces típicos en la dieta de las cotuas, en el oeste de Venezuela, incluyen organismos de las familias Ariidae, Engraulidae, Bothidae, Soleidae, Sciaenidae, Centropoidae, Gerridae, Gobidae, y Mugilidae. Entre las especies más importantes de la dieta podemos destacar la carpeta Diapterus rhombeus, la sardina Anchovia clupeoides, los bagres Cathorops spixii y Arius herzbergii, el róbalo Centropomus undecimalis, la lisa Mugil curema, la lamprea  Gobionellus oceanicus y el lenguado Citharichtys spilopterus.
Se observan individuos de menos de 1 dm de largo, con un peso de 1-2 g, como Poecilia spp. especialmente Poecilia latipinna.  Esta sp los captura y traga cada 5-15 s.
Anidan en colonias (de pequeño tamaño hasta, por lo menos, 20.000 individuos) , haciendo nidos a pocos metros arriba del piso (o agua) en arbustos o árboles (en los bordes de hábitat de manglares).  Muchas parejas ponen tres huevos, pero el número promedio de puesta es menor a dos.